# آندریاس گایپل
آندریاس گایپل (انگلیسی: Andreas Geipl؛ زادهٔ ۲۱ آوریل ۱۹۹۲) بازیکن فوتبال اهل آلمان است.
از باشگاه‌هایی که در آن بازی کرده‌است می‌توان به باشگاه فوتبال یان رگنسبورگ، باشگاه فوتبال مونیخ ۱۸۶۰، و باشگاه فوتبال هایدنهایم اشاره کرد.